# برادران (فیلم ۱۹۱۳)
برادران (انگلیسی: Brothers) فیلمی به کارگردانی دیوید وارک گریفیت است که در سال ۱۹۱۳ منتشر شد. از بازیگران آن می‌توان به هری کری اشاره کرد.